# A Hellsing fejezeteinek listája

A Hellsing manga 2. kötete magyar kiadásának borítója

Ez a lista Hirano Kóta Hellsing című mangasorozatának fejezeteit sorolja fel. A sorozat a Young King Ours mangamagazinban mutatkozott be 1997-ben és a magazin 2008 novemberi számában (amelyet 2008. szeptember 30-án kezdtek értékesíteni) ért véget 95 fejezettel. Az egyes fejezeteket tíz tankóbon kötetbe gyűjtve adta ki a Shonengahosha 1998 szeptembere és 2009. március 27. között. A fejezetek többsége híres japán és amerikai videojátékok címeit viseli, köztük megtalálható a Final Fantasy, az Age of Empires, a Might and Magic, a Warcraft és a Finest Hour is. Az első három kötet tartalmazza a Crossfire mangát egy-egy ráadás fejezetként.
A manga több mint húsz országban jelent meg, Észak-Amerikában a Dark Horse Comics jelentette meg 2003. december 3. és 2010. május 19. között. Franciaországban a Tonkam, Olaszországban a Dynit, Németországban a Planet Manga, Spanyolországban a Norma Editorial, Lengyelországban a Japonica Polonica Fantastica, Ausztráliában és Új-Zélandon a Madman Entertainment, míg Dániában és Svédországban a Mangismo publikálta.
Magyarországon a MangaFan gondozásában jelent meg magyar nyelven. Az első kötet 2008. április 18-án, a tizedik, befejező pedig 2011. december 18-án került piacra.

## Kötetek
| Kötet | Cím | Cím | Megjelenési dátum | Megjelenési dátum |  |
| Kötet | Magyar | Japán | Japán | Magyar |  |
| ----- | --- | --- | --- | --- |  |
|       | | | | |  |
| 1     | Hellsing 1. kötet | Hellsing 1 | 1998. szeptember | 2008. április 18. |  |
| 1     | Fejezetek - 001: Vámpírvadász (モンスターの殺害; Monster no szacugai; Hepburn: Monster no satsugai; Vampire Hunter) - 002: Szörnyek úrnője (ハンターのマスター; Hunter no Master; Master of Monster) - 003: Gyilkosok klubja (クラブの吸血鬼の; Klub no kjúkecuki no; Hepburn: Klub no kyūketsuki no; Murder Club) - 004: Pengetáncos 1 (剣のダンサー 1; Ken no Dancer 1; Sword Dancer 1) - 005: Pengetáncos 2 (剣のダンサー 2; Ken no Dancer 2; Sword Dancer 2) - 006: Pengetáncos 3 (剣のダンサー 3; Ken no Dancer 3; Sword Dancer 3) - Extra történet: Crossfire 1 (集中砲火 1; Súcsú hóka 1; Hepburn: Shūchū hōka 1) | Fejezetek - 001: Vámpírvadász (モンスターの殺害; Monster no szacugai; Hepburn: Monster no satsugai; Vampire Hunter) - 002: Szörnyek úrnője (ハンターのマスター; Hunter no Master; Master of Monster) - 003: Gyilkosok klubja (クラブの吸血鬼の; Klub no kjúkecuki no; Hepburn: Klub no kyūketsuki no; Murder Club) - 004: Pengetáncos 1 (剣のダンサー 1; Ken no Dancer 1; Sword Dancer 1) - 005: Pengetáncos 2 (剣のダンサー 2; Ken no Dancer 2; Sword Dancer 2) - 006: Pengetáncos 3 (剣のダンサー 3; Ken no Dancer 3; Sword Dancer 3) - Extra történet: Crossfire 1 (集中砲火 1; Súcsú hóka 1; Hepburn: Shūchū hōka 1) | Szereplő(k) a borítón - Alucard Oldalszám 216 Animeepizódok Hellsing 1–3. Hellsing Ultimate 1.                                           | Szereplő(k) a borítón - Alucard Oldalszám 216 Animeepizódok Hellsing 1–3. Hellsing Ultimate 1.                                           |  |
| 1     | Tíz évvel ezelőtt Integra Hellsing apja, Arthur halálával megörökli a Hellsing szervezet vezetését. A hataloméhes nagybátyja, Richard ezt nem hagyja annyiban és végezni kíván Integrával, aki feléleszti a Hellsing-ház alatti katakombákban rejtőző alvó Alucardot, az isteni hatalommal rendelkező vámpírt, aki megöli Richard embereit, Integra pedig lelövi nagybátyját. Tíz év elteltével Alucardot egy kisvárosba küldik egy vámpír és gúljai ellen. Egy rendőrlány, Seras Victoria miután társai gúllá változtak, a vámpír fogságába esik. Alucard azonban, hogy végezzen a vámpírral Serast is halálosan megsebesíti, de vámpír szolgálójává változtatja. A lány így csatlakozik a Hellsinghez, első küldetésén, amelyen a vámpírok elleni harcot kell megtanulnia, két vámpírt, Jessicát és Liefet kell megállítania. Következő küldetésük Badrickba, Észak-Írországba vezet, ahol Alucard először néz szembe a Vatikán Iscariot nevű, a Hellsinggel ellenséges szervezetével, személyesen Alexander Anderson atyával. | | | |  |
| 1     | ISBN: ISBN 978-4-7859-1870-5 ISBN 978-963-9794-04-7 | | | |  |
|       | | | | |  |
| 2     | Hellsing 2. kötet | Hellsing 2 | 1999. december | 2008. szeptember 27. |  |
| 2     | Fejezetek - 007: Halálzóna 1 (死んだ地帯 1; Sinda csitai 1; Hepburn: Shinda chitai 1; Dead Zone 1) - 008: Halálzóna 2 (死んだ地帯 2; Sinda csitai 2; Hepburn: Shinda chitai 2; Dead Zone 2) - 009: Halálzóna 3 (死んだ地帯 3; Sinda csitai 3; Hepburn: Shinda chitai 3; Dead Zone 3) - 010: Halálzóna 4 (死んだ地帯 4; Sinda csitai 4; Hepburn: Shinda chitai 4; Dead Zone 4) - 011: Erőegyensúly 1 (勢力の均衡 1; Szeirjoku no kinkó 1; Hepburn: Seiryoku no kinkō 1; Balance of Power 1) - 012: Erőegyensúly 2 (勢力の均衡 2; Szeirjoku no kinkó 2; Hepburn: Seiryoku no kinkō 2; Balance of Power 2) - Extra történet: Crossfire 2 (集中砲火 2; Súcsú hóka 2; Hepburn: Shūchū hōka 2) | Fejezetek - 007: Halálzóna 1 (死んだ地帯 1; Sinda csitai 1; Hepburn: Shinda chitai 1; Dead Zone 1) - 008: Halálzóna 2 (死んだ地帯 2; Sinda csitai 2; Hepburn: Shinda chitai 2; Dead Zone 2) - 009: Halálzóna 3 (死んだ地帯 3; Sinda csitai 3; Hepburn: Shinda chitai 3; Dead Zone 3) - 010: Halálzóna 4 (死んだ地帯 4; Sinda csitai 4; Hepburn: Shinda chitai 4; Dead Zone 4) - 011: Erőegyensúly 1 (勢力の均衡 1; Szeirjoku no kinkó 1; Hepburn: Seiryoku no kinkō 1; Balance of Power 1) - 012: Erőegyensúly 2 (勢力の均衡 2; Szeirjoku no kinkó 2; Hepburn: Seiryoku no kinkō 2; Balance of Power 2) - Extra történet: Crossfire 2 (集中砲火 2; Súcsú hóka 2; Hepburn: Shūchū hōka 2)                                                                                      | Szereplő(k) a borítón - Alucard - Seras Victoria Oldalszám 194 Animeepizódok Hellsing 6–7. Hellsing Ultimate 2–3.                        | Szereplő(k) a borítón - Alucard - Seras Victoria Oldalszám 194 Animeepizódok Hellsing 6–7. Hellsing Ultimate 2–3.                        |  |
| 2     | Az elszaporodott vámpírtámadások miatt Integra összehívja a Kerekasztalt a Hellsing központjában. Két vámpírtestvér, Jan és Luke Valentine gúlseregével azonban támadást indít a központ ellen, céljuk a Hellsing és Alucard megsemmisítése. Alucardnak, Walternak és az újdonsült Seras Victoriának kell megvédenie a fejeseket. Walter és Victoria Luke-kal csap össze, ahol Walter sok idő múltán, újra megmutatja, hogy miért hívták a „Halál Angyalának”. Az Alucard által sarokba szorított Jan végül egy különös névvel búcsúzik az árnyékvilágból: ez a Millenium, amely egy 50 éve rejtőzködő náci csoportot takar. | | | |  |
| 2     | ISBN: ISBN 978-4-7859-1958-0 ISBN 978-963-9794-06-1 | | | |  |
|       | | | | |  |
| 3     | Hellsing 3. kötet | Hellsing 3 | 2000. december | 2008. december 13. |  |
| 3     | Fejezetek - 013: Erőegyensúly 3 (勢力の均衡 3; Szeirjoku no kinkó 3; Hepburn: Seiryoku no kinkō 3; Balance of Power 3) - 014: Felvonóharc 1 (エレベーターの行為 1; Elevator no kói 1; Hepburn: Elevator no kōi 1; Elevator Action 1) - 015: Felvonóharc 2 (エレベーターの行為 2; Elevator no kói 2; Hepburn: Elevator no kōi 2; Elevator Action 2) - 016: Felvonóharc 3 (エレベーターの行為 3; Elevator no kói 3; Hepburn: Elevator no kōi 3; Elevator Action 3) - 017: Felvonóharc 4 (エレベーターの行為 4; Elevator no kói 4; Hepburn: Elevator no kōi 4; Elevator Action 4) - 018: Felvonóharc 5 (エレベーターの行為 5; Elevator no kói 5; Hepburn: Elevator no kōi 5; Elevator Action 5) - Extra történet: Crossfire 3 (集中砲火 3; Súcsú hóka 3; Hepburn: Shūchū hōka 3) | Fejezetek - 013: Erőegyensúly 3 (勢力の均衡 3; Szeirjoku no kinkó 3; Hepburn: Seiryoku no kinkō 3; Balance of Power 3) - 014: Felvonóharc 1 (エレベーターの行為 1; Elevator no kói 1; Hepburn: Elevator no kōi 1; Elevator Action 1) - 015: Felvonóharc 2 (エレベーターの行為 2; Elevator no kói 2; Hepburn: Elevator no kōi 2; Elevator Action 2) - 016: Felvonóharc 3 (エレベーターの行為 3; Elevator no kói 3; Hepburn: Elevator no kōi 3; Elevator Action 3) - 017: Felvonóharc 4 (エレベーターの行為 4; Elevator no kói 4; Hepburn: Elevator no kōi 4; Elevator Action 4) - 018: Felvonóharc 5 (エレベーターの行為 5; Elevator no kói 5; Hepburn: Elevator no kōi 5; Elevator Action 5) - Extra történet: Crossfire 3 (集中砲火 3; Súcsú hóka 3; Hepburn: Shūchū hōka 3) | Szereplő(k) a borítón - Alucard - Integra Hellsing Oldalszám 200 Animeepizódok Hellsing Ultimate 3.                                      | Szereplő(k) a borítón - Alucard - Integra Hellsing Oldalszám 200 Animeepizódok Hellsing Ultimate 3.                                      |  |
| 3     | A vámpírtestvérek támadása során rengeteg embert vesztett a Hellsing, így Integra Pip Bernadotte zsoldosait bérli fel. A Millenium céljainak felkutatása érdekében együttműködést köt a Hellsing és az Iscariot. A Millenium utáni nyomozásban Alucard és Seras a szervezet által lefizetett brazil katonai rendőrséggel, majd pedig a Millenium egyik tisztjével Tubalcain Alhambrával kerülnek szembe. | | | |  |
| 3     | ISBN: ISBN 978-4-7859-2047-0 ISBN 978-963-9794-06-1 | | | |  |
|       | | | | |  |
| 4     | Hellsing 4. kötet | Hellsing 4 | 2001. szeptember | 2009. május 17. |  |
| 4     | Fejezetek - 019: Felvonóharc 6 (エレベーターの行為 6; Elevator no kói 6; Hepburn: Elevator no kōi 6; Elevator Action 6) - 020: Age of Empire 1 (帝国の年齢 1; Teikoku no nenrei 1) - 021: Age of Empire 2 (帝国の年齢 2; Teikoku no nenrei 2) - 022: Age of Empire 3 (帝国の年齢 3; Teikoku no nenrei 3) - 023: Call to Power (力への呼出し; Csikara e no jobidasi; Hepburn: Chikara e no yobidashi) - 024: Ultima on Line (ラインのUltima; Line no Ultima) - 025: D 1 - 026: D 2 - 027: D 3 | Fejezetek - 019: Felvonóharc 6 (エレベーターの行為 6; Elevator no kói 6; Hepburn: Elevator no kōi 6; Elevator Action 6) - 020: Age of Empire 1 (帝国の年齢 1; Teikoku no nenrei 1) - 021: Age of Empire 2 (帝国の年齢 2; Teikoku no nenrei 2) - 022: Age of Empire 3 (帝国の年齢 3; Teikoku no nenrei 3) - 023: Call to Power (力への呼出し; Csikara e no jobidasi; Hepburn: Chikara e no yobidashi) - 024: Ultima on Line (ラインのUltima; Line no Ultima) - 025: D 1 - 026: D 2 - 027: D 3 | Szereplő(k) a borítón - Alucard Oldalszám 208 Animeepizódok Hellsing Ultimate 3–4.                                                       | Szereplő(k) a borítón - Alucard Oldalszám 208 Animeepizódok Hellsing Ultimate 3–4.                                                       |  |
| 4     | A Hellsing és az Iscariot az Egyesült Királyság királynője előtt tart tanácskozást, melyen váratlanul megjelenik Schrödinger, aki a Millenium vezérének, az Őrnagynak üzenetét közvetíti. Ezalatt a Millenium elfoglal egy brit repülőgép-hordozót, az Eagle-t, amelyen Rip van Winkle landol. A Millenium elindul bosszúja betelesítésére: London elpusztítására. | | | |  |
| 4     | ISBN: ISBN 978-4-7859-2125-5 ISBN 978-963-9794-07-8 | | | |  |
|       | | | | |  |
| 5     | Hellsing 5. kötet | Hellsing 5 | 2003. február 27. | 2009. október 16. |  |
| 5     | Fejezetek - 028: Flash Point - 029: D 4 - 030: D 5 - 031: D 6 - 032: D 7 - 033: D 8 - 034: D 9 - 035: Xanado - 036: Final Fantasy 1 (最終的な想像 1; Szaisútekina szózó 1; Hepburn: Saishū-tekina sōzō 1) - 037: Final Fantasy 2 (最終的な想像 2; Szaisútekina szózó 2; Hepburn: Saishū-tekina sōzō 2) | Fejezetek - 028: Flash Point - 029: D 4 - 030: D 5 - 031: D 6 - 032: D 7 - 033: D 8 - 034: D 9 - 035: Xanado - 036: Final Fantasy 1 (最終的な想像 1; Szaisútekina szózó 1; Hepburn: Saishū-tekina sōzō 1) - 037: Final Fantasy 2 (最終的な想像 2; Szaisútekina szózó 2; Hepburn: Saishū-tekina sōzō 2) | Szereplő(k) a borítón - Alucard Oldalszám 198 Animeepizódok Hellsing Ultimate 4–5.                                                       | Szereplő(k) a borítón - Alucard Oldalszám 198 Animeepizódok Hellsing Ultimate 4–5.                                                       |  |
| 5     | Sir Penwood és a brit nemzetbiztonság nem veszi komolyan Integra figyelmeztetését a Milleniumról és két SAS-osztagot küldenek az Eagle visszafoglalására, akiket Rip van Winkle lemészárol. A Hellsing ezután Alucardot küldi a hajóra egy SR-71 kémrepülőn. Alucard végez a Milleniummal, azonban a szervezet tervei szerint a hajón ragad, míg az Őrnagy megindíthatja a teljes támadást London ellen. | | | |  |
| 5     | ISBN: ISBN 978-4-7859-2286-3 ISBN 978-963-9794-08-5 | | | |  |
|       | | | | |  |
| 6     | Hellsing 6. kötet | Hellsing 6 | 2003. november 14. | 2009. november 12. |  |
| 6     | Fejezetek - 38: Final Fantasy 3 (最終的な想像 3; Szaisútekina szózó 3; Hepburn: Saishū-tekina sōzō 3) - 39: Final Fantasy 4 (最終的な想像 4; Szaisútekina szózó 4; Hepburn: Saishū-tekina sōzō 4) - 40: Final Fantasy 5 (最終的な想像 5; Szaisútekina szózó 5; Hepburn: Saishū-tekina sōzō 5) - 41: The Screamer - 42: Aubird Force - 43: Gun Bullet - 44: Balloon Fight - 45: Soldier of Fortune 1 - 46: Soldier of Fortune 2 - 47: Soldier of Fortune 3 | Fejezetek - 38: Final Fantasy 3 (最終的な想像 3; Szaisútekina szózó 3; Hepburn: Saishū-tekina sōzō 3) - 39: Final Fantasy 4 (最終的な想像 4; Szaisútekina szózó 4; Hepburn: Saishū-tekina sōzō 4) - 40: Final Fantasy 5 (最終的な想像 5; Szaisútekina szózó 5; Hepburn: Saishū-tekina sōzō 5) - 41: The Screamer - 42: Aubird Force - 43: Gun Bullet - 44: Balloon Fight - 45: Soldier of Fortune 1 - 46: Soldier of Fortune 2 - 47: Soldier of Fortune 3 | Szereplő(k) a borítón - Alucard - Integra Hellsing Oldalszám 200 Animeepizódok Hellsing Ultimate 5–6.                                    | Szereplő(k) a borítón - Alucard - Integra Hellsing Oldalszám 200 Animeepizódok Hellsing Ultimate 5–6.                                    |  |
| 6     | Míg Alucard az Eagle-ön ragadt, a Millenium megkezdi London módszeres lerombolását és a lakosság lemészárlását. Integra menekülés közben belefut az Iscariotba, Alexander Anderson atyába, Heinkel Wolféba és Takagi Jumikóba. A Vatikánban Enrico Maxwellt érsekké léptetik elő és az Iscariot hadjáratának előkészítésével és vezetésével bízzák meg. Mialatt Integra az Iscariottal egyezkedik, a Millenium Zorin Blitz vezetésével megkezdi a Hellsing központjának ostromát, a védelmét ellátó Seras és Bernadotte „vadlibái” azonban nem várják őket felkészületlenül. | | | |  |
| 6     | ISBN: ISBN 978-4-7859-2373-0 ISBN 978-963-9794-09-2 | | | |  |
|       | | | | |  |
| 7     | Hellsing 7. kötet | Hellsing 7 | 2004. december 27. | 2010. április 24. |  |
| 7     | Fejezetek - 48: Soldier of Fortune 4 - 49: Soldier of Fortune 5 - 50: Soldier of Fortune 6 - 51: Last Mission - 52: Get Away - 53: Yaksa - 54: A férfi, akit szeretek (The Man I Love) - 55: Orge Battle - 56: Angelous - 57: Wizardry 1 | Fejezetek - 48: Soldier of Fortune 4 - 49: Soldier of Fortune 5 - 50: Soldier of Fortune 6 - 51: Last Mission - 52: Get Away - 53: Yaksa - 54: A férfi, akit szeretek (The Man I Love) - 55: Orge Battle - 56: Angelous - 57: Wizardry 1 | Szereplő(k) a borítón - Seras Victoria - Pip Bernadotte Oldalszám 200 Animeepizódok Hellsing Ultimate 6–7.                               | Szereplő(k) a borítón - Seras Victoria - Pip Bernadotte Oldalszám 200 Animeepizódok Hellsing Ultimate 6–7.                               |  |
| 7     | A Hellsing-központ elkeseredett védelmében a védők többsége, köztük Bernadotte is elesik. Seras iszik Bernadotte véréből, így eggyé válnak, majd végez Zorin Blitz-cel. Maxwell több mint 3000 lovaggal megindítja a kilencedik keresztes hadjáratot és esztelen mészárlásba kezd, a vámpírokra és az emberekre (akiket protestáns voltuk miatt eretnekeknek tart) is lövet. Végül az Eagle fedélzetén Alucard is megérkezik Londonba. | | | |  |
| 7     | ISBN: ISBN 978-4-7859-2499-7 ISBN 978-963-9794-10-8 | | | |  |
|       | | | | |  |
| 8     | Hellsing 8. kötet | Hellsing 8 | 2006. július 26. | 2010. augusztus 7. |  |
| 8     | Fejezetek - 58: Wizardry 2 - 59: Wizardry 3 - 60: Wizardry 4 - 61: Wizardry 5 - 62: Wizardry 6 - 63: Hundred Swords 1 - 64: Hundred Swords 2 - 65: Hundred Swords 3 - 66: Hundred Swords 4 - 67: Might and Magic 1 - 68: Might and Magic 2 - 69: Psyoblade - 70: Castle Vania 1 | Fejezetek - 58: Wizardry 2 - 59: Wizardry 3 - 60: Wizardry 4 - 61: Wizardry 5 - 62: Wizardry 6 - 63: Hundred Swords 1 - 64: Hundred Swords 2 - 65: Hundred Swords 3 - 66: Hundred Swords 4 - 67: Might and Magic 1 - 68: Might and Magic 2 - 69: Psyoblade - 70: Castle Vania 1 | Szereplő(k) a borítón - Alexander Anderson - Enrico Maxwell Oldalszám 208 Animeepizódok Hellsing Ultimate 8–9.                           | Szereplő(k) a borítón - Alexander Anderson - Enrico Maxwell Oldalszám 208 Animeepizódok Hellsing Ultimate 8–9.                           |  |
| 8     | Kezdetét veszi az Hellsing, az Iscariot és a Millenium közötti három oldalú küzdelem. Alucard elengedi azt a több millió lelket, akiket az élete során magába olvasztott: saját havasalföldi serege, ősi angol parasztság, török janicsárok, lovagok, Rip van Winkle, Tubalcain Alhambra és további százakat. Winkle és Anderson lelövik Maxvell helikopterét, mivel Anderson nem tud azonosulni Enrico hatalomittasságával. Miután Alucard gyakorlatilag lemészárolta az Milleniumot és az Iscariotot is, Andersonnal kerül szembe, aki a Helena körme nevű ősi ereklyével egy igazi szörnyeteggé változtatja magát. | | | |  |
| 8     | ISBN: ISBN 978-4-7859-2666-3 ISBN 978-963-9794-11-5 | | | |  |
|       | | | | |  |
| 9     | Hellsing 9. kötet | Hellsing 9 | 2007. november 9. | 2010. október 1. |  |
| 9     | Fejezetek - 71: Castle Vania 2 - 72: Heart of Dream 1 - 73: Heart of Dream 2 - 74: Relics - 75: Heart of Iron - 76: Finest Hour 1 - 77: Finest Hour 2 - 78: Finest Hour 3 - 79: Finest Hour 4 - 80: Finest Hour 5 - 81: Lunatic Dawn - 82: Operation Wolf - 83: Warcraft 1 - 84: Warcraft 2 - 85: Warcraft 3 | Fejezetek - 71: Castle Vania 2 - 72: Heart of Dream 1 - 73: Heart of Dream 2 - 74: Relics - 75: Heart of Iron - 76: Finest Hour 1 - 77: Finest Hour 2 - 78: Finest Hour 3 - 79: Finest Hour 4 - 80: Finest Hour 5 - 81: Lunatic Dawn - 82: Operation Wolf - 83: Warcraft 1 - 84: Warcraft 2 - 85: Warcraft 3 | Szereplő(k) a borítón - Alucard - Walter C. Dornez Oldalszám 230 Animeepizódok Hellsing Ultimate 9.                                      | Szereplő(k) a borítón - Alucard - Walter C. Dornez Oldalszám 230 Animeepizódok Hellsing Ultimate 9.                                      |  |
| 9     | Anderson végül alulmarad Alucarddal szemben, azonban felbukkan egy új ellenfél, a megfiatalodott Walter, aki Millenium szolgálatába állt. Ezalatt Seras és Integra behatolnak az Őrnagy léghajójába, a Deus Ex Machinába. | | | |  |
| 9     | ISBN: ISBN 978-4-7859-2885-8 ISBN 978-963-9794-59-7 | | | |  |
|       | | | | |  |
| 10    | Hellsing 10. kötet | Hellsing 10 | 2009. március 27. | 2011. december 18. |  |
| 10    | Fejezetek - 86: Wolffang 1 - 87: Wolffang 2 - 88: Black Onyx 1 - 89: Black Onyx 2 - 90: Black Onyx 3 - 91: Black Onyx 4 - 92: Sorcerian 1 - 93: Sorcerian 2 - 94: Oblivion - 95: Romancia | Fejezetek - 86: Wolffang 1 - 87: Wolffang 2 - 88: Black Onyx 1 - 89: Black Onyx 2 - 90: Black Onyx 3 - 91: Black Onyx 4 - 92: Sorcerian 1 - 93: Sorcerian 2 - 94: Oblivion - 95: Romancia | Szereplő(k) a borítón - Alucard - Seras Victoria - Integra Hellsing - Walter C. Dornez Oldalszám 200 Animeepizódok Hellsing Ultimate 10. | Szereplő(k) a borítón - Alucard - Seras Victoria - Integra Hellsing - Walter C. Dornez Oldalszám 200 Animeepizódok Hellsing Ultimate 10. |  |
| 10    | Váltakozó sikerrel folytatódik a küzdelem Walter és Alucard között, mialatt Seras az Őrnagy testőrével, a Kapitánnyal küzd meg. Alucard elkezdi magába szívni a Londonban meggyilkolt milliók vérét, azonban Schrödinger, lefejezve saját magát, belekeveri a vérét a vérfolyamba, amit Alucard magába olvaszt. Walter megindítja az utolsó támadást, de Alucard megragadja és inzultálja, hogy nem képes legyőzni őt. Ezután Alucard váratlanul kezd eltűnni: az Őrnagy ezt úgy magyarázza, hogy Schrödinger, ha képes azonosítani magát, akkor képes egyszerre mindenhol és sehol sem lenni, mivel Schrödinger tudata Alucardban több millió másik közé keveredett, így nem képes azonosítani magát, s ez Alucardra is kiterjesztődik. Walter örvendezik Alucard „halálán”, azonban Heikel lelövi, megbosszulva Jumie korábbi halálát. Seras és Integra áttörnek az Őrnagyot védő falon, s Seras lelövi az Őrnagyot, akiről kiderül, hogy egy géptestben élt. A Doktor, a Millenum tudósa eközben meg próbálja menteni kutatási eredményeit, de ebben a hirtelen felbukkanó Walter megakadályozza. 30 év telik el ezután, míg újra megjelenik Alucard. | | | |  |
| 10    | ISBN: ISBN 978-4-7859-3131-5 ISBN 978-963-9794-60-3 | | | |  |

### Hellsing: The Dawn
2001-ben Hirano elkezdett publikálni egy előzménytörténetet Hellsing: The Dawn címmel a Young King Ours különszámaiban, és 2009 májusáig hat fejezet jelent meg.

## Magyarul
- Hellsing; MangaFan, Bp., 2008–2011
  - 1. ford. Koch Zita; 2008
  - 2. ford. Koch Zita; 2008
  - 3. ford. Koch Zita; 2008
  - 4. ford. Koch Zita, Kálovics Dalma; 2009
  - 5. ford. Nikolényi Gergely; 2009
  - 6. ford. Koch Zita; 2009
  - 7. ford. Koch Zita; 2010
  - 8. ford. Koch Zita; 2010
  - 9. ford. Koch Zita; 2010
  - 10. ford. Koch Zita; 2011